# Ateneo de Lengua y Cultura Guaraní
El Ateneo de Lengua y Cultura Guaraní es una institución científico-cultural, filantrópica y autónoma, fundada el 23 de septiembre de 1985, cuyo objetivo prioritario es la recuperación, valoración y difusión del idioma, folclore y cultura guaraní. Con sede matriz en Fernando de la Mora, agrupa a estudiantes, profesores, licenciados, maestros, doctores, personalidades y a instituciones como centros culturales, instituciones y universidades. Desde sus inicios, la institución busca formar conciencia ciudadana a favor del guaraní, mediante la investigación y metodología de aprendizaje que intente crear procesos educativos científicos para lograr la comprensión, actualización y perfeccionamiento de la lengua guaraní, y la sistematización de su herencia cultural mediante los aportes de sus miembros y colaboradores.
Como institución y con sus miembros, logró la inclusión de la Licenciatura en Lengua Guaraní en los institutos superiores y colaboró en la creación de la metodología de enseñanza para las instituciones de nivel básico y medio del Paraguay, lo cual dio frutos hasta la conseguir una enseñanza bilingüe de las áreas de estudios de las escuelas, algo importante principalmente para escuelas y colegios fuera de las áreas de Asunción y capitales fronterizas donde el guaraní es la lengua predominante. Así mismo se descentralizó para la promoción y difusión sistematizada de lengua, consiguiendo la creación de centros filiales en todas las capitales departamentales y ciudades importantes del Paraguay, así como también en muchas ciudades de Argentina y Brasil (por la influencia cultural), Estados Unidos, España e Italia, lugares con influencia cultural guaraní debido a la emigración de paraguayos.
La institución  centra su investigación en las siguientes áreas:
- Lingüística guaraní;
- Antropología, cultura e historia guaraní;
- Literatura guaraní;
- Pedagogía, didáctica y formación docente;
- Bilingüismo paraguayo;
- Folklore paraguayo;
- Indigenismo;
- Producción intelectual y editorial.

El Ministerio de Educación y Ciencias del Paraguay, con las Resoluciones 369/1995 y 37/1999, reconoció el trabajo de la institución aprovechando sus publicaciones y la de sus miembros para la enseñanza nacional. Así también la Cámara de Senadores reconoció con el decreto ley 2574/2005, al "Instituto de Formación Docente del Ateneo de Lengua y Cultura Guaraní" como una institución formal de nivel superior. Igualmente diferentes instituciones han declarado sus trabajos como de interés nacional. Gracias al trabajo de los miembros, la Secretaría Nacional de Políticas Lingüísticas del Paraguay emitió la Resolución 80/2012 por la cual se crea la Academia de la Lengua Guaraní (en guaraní, Ava Ñe’ê Rerekua Pave).